# Sun Bowl 2015
Match précédent Match suivant
Le Sun Bowl 2015 est un match de football américain de niveau universitaire joué après la saison régulière de 2015, le 26 décembre 2015 au Sun Bowl Stadium d'El Paso au Texas. 
Il s'agit de la 82e édition du Sun Bowl.
Le match met en présence les équipes des Hurricanes de Miami issus de la Atlantic Coast Conference et des Cougars de Washington State issus de la Pacific-12 Conference.
Il débute vers 12:00 heure locale et est retransmis en télévision sur CBS et en radio sur Sports USA Radio Network.
Sponsorisé par la société Hyundai Motor Company, le match est officiellement dénommé le Hyundai Sun Bowl 2015.
Les Cougars de Washington State remporte le match 20 à 14.

## Présentation du match
| Équipes                                                                                          | Conférences               | Entraîneurs | Stats. saison rég. |
| ------------------------------------------------------------------------------------------------ | ------------------------- | ----------- | ------------------ |
| Hurricanes de Miami                                                                              | Atlantic Coast Conference | Larry Scott | 8-4                |
| Cougars de Washington State                                                                      | Pacific-12 Conference     | Mike Leach  | 8-4                |
| Arbitre : McGinn Jerry Équipe donnée favorite par les bookmakers : Washington State à 3 contre 1 |                           |             |                    |

Il s'agit de la toute 1re rencontre entre ces deux équipes. Les deux attaques seront la clé du match lors de ce Sun Bowl. 

### Hurricanes de Miami
Avec un bilan global en saison régulière de 8 victoires et 4 défaites, Miami est éligible et accepte l'invitation pour participer au Sun Bowl de 2015.
Ils terminent 3e de la Coastal Division de l'Atlantic Coast Conference derrière #10 North Carolina et Pittsburgh, avec un bilan en division de 5 victoires et 3 défaites.
À l'issue de la saison 2015 (bowl compris), ils n'apparaissent pas dans les classements CFP , AP et Coaches.
Il s'agit de leur 2e participation au Sun Bowl ayant perdu le Sun Bowl 2010 17 à 33 contre Fighting Irish de Notre Dame
L'attaque des Hurricanes de Miami est encore en chantier mais le coach par intérim Larry Scott a fait un excellent travail pour donner prochainement les rênes du programme de Coral Gables (Floride) à coach Mark Richt dans une dynamique positive. Si les Floridiens ont remporté 4 de leurs 5 matchs depuis le renvoi de coach Al Golden, ils auront fort à faire face à l'attaque des Cougars de Washington State. Toutefois, Miami a dû répondant avec la présence du sophomore QB Brad Kaaya (3 019 yards, 15 TDs, 4 INTs) et du freshman RB Joe Yearby (939 yards au sol, 6 TDs et 23 réceptions, 273 yards, 2 TDs).

### Cougars de Washington State
Avec un bilan global en saison régulière de 8 victoires et 4 défaites, Washington State est éligible et accepte l'invitation pour participer au Sun Bowl de 2015.
Ils terminent 3e de la North Division de la Pacific-12 Conference derrière #5 Stanford et #15 Oregon, avec un bilan en division de 6 victoires et 3 défaites.
À l'issue de la saison 2015 (bowl compris), ils n'apparaissent pas dans les classements CFP , AP et Coaches.
Il s'agit de leur 2e participation au Sun Bowl ayant gagné le Sun Bowl 2001 sur le score de 33 à 27 contre Purdue.
L'attaque des Cougars de Washington State est emmenée par la star montante QB Luke Falk (4 266 yards, 36 TDs, 8 INTs en 2015) lequel a tourné à 32.4 points en moyenne par match en 2015.

## Résumé du match
Début du match à 14 heures (heure locale), fin à 15 h 56 pour une durée totale du match de 3 h 46.
Couvert (pluies et chutes de neige), température de 46 °F (8 °C), vent du Nord de 15 miles par heure (24 km/h)
| QT          | Temps       | Drive       | Drive       | Drive       | Équipe      | Description de l'action | Score | Score |
| QT          | Temps       | Jeux        | Yards       | TDP         | Équipe      | Description de l'action | MU    | WSU   |
| ----------- | ----------- | ----------- | ----------- | ----------- | ----------- | --- | ----- | ----- |
| 1           | 12:41       | 6           | 75          | 02:19       | WSU         | TD de 31 yards par RB Morrow, Jamal à la suite d'une réception de passe de QB Falk, Luke + 1 point de conversion par kicker Powell, Erik | 0     | 7     |
| 1           | 05:45       | 15          | 69          | 06:56       | MIA         | TD de 4 yards par WR Stacy Coley à la suite d'une réception de passe de QB Brad Kaaya + 1 point de conversion par kicker Michael Badgley | 7     | 7     |
| 2           | 06:33       | 14          | 58          | 06:13       | WSU         | FG de 30 yards par kicker Powell, Erik                                                                                                   | 7     | 10    |
| 2           | 01:10       | 8           | 71          | 02:32       | WSU         | TD de 25 yards par WR Marks , Gabe à la suite d'une réception de passe de QB Falk, Luke + 1 point de conversion par kicker Powell, Erik  | 7     | 17    |
| 2           | 00:00       | 4           | 34          | 00:26       | WSU         | FG de 25 yards par kicker Powell, Erik                                                                                                   | 7     | 20    |
| 4           | 13:10       | 2           | 65          | 00:33       | MIA         | TD à la suite d'une course de 5 yards par RB Mark Walton + 1 point de conversion par kicker Michael Badgley                              | 14    | 20    |
| Score final | Score final | Score final | Score final | Score final | Score final | Score final | 14    | 20    |

## Statistiques[1]
| Statistiques par Équipes               | Statistiques par Équipes      | Statistiques par Équipes      |
| Statistiques                           | MU                            | WSU                           |
| -------------------------------------- | ----------------------------- | ----------------------------- |
| 1er downs                              | 13                            | 23                            |
| Conversion de 3e Down                  | 3/13                          | 5/15                          |
| Conversion de 4e Down                  | 2/3                           | 1/3                           |
| Jeux–yards                             | 62 jeux pour 344 yards gagnés | 78 jeux pour 382 yards gagnés |
| Yards à la course                      | 125                           | 87                            |
| Yards à la passe                       | 219                           | 295                           |
| Passes : Réussies-Tentées-Interceptées | 17/32, 2int.                  | 29/53, 0 int.                 |
| Réussite en zone rouge/chances         | 2/4                           | 2/2                           |
| TD                                     | 2                             | 2                             |
| Field Goals                            | 0/0                           | 2/2                           |
| Sacks (Nombre-Yards gagnés)            | 2/14 yards gagnés             | 4/33 yards gagnés             |
| Fumbles (Nombre/Perdus)                | 3/1                           | 1/1                           |
| Pénalités (Nombre/Yards perdus)        | 9/105 yards perdus            | 5/63 yards perdus             |
| Temps de possession                    | 28:55                         | 31:05                         |

| Meilleur Joueur (MVP) | Meilleur Joueur (MVP) | Meilleur Joueur (MVP) |
| --------------------- | --------------------- | --------------------- |
| Nom                   | Équipe                | Poste                 |
| Luke Falk             | WSU                   | QB                    |

| Statistiques Individuelles | Statistiques Individuelles | Statistiques Individuelles      |
| -------------------------- | -------------------------- | ------------------------------- |
| Quaterbacks                |                            |                                 |
| MU                         | Brad Kaaya                 | 17/31, 219 yards, 1 TD, 1 int.  |
| WSU                        | Luke Falk                  | 29/53, 295 yards, 2 TDs, 0 int. |
| Meilleurs Coureurs         |                            |                                 |
| MU                         | Braxton Berrios            | 3 courses pour 72 yards, 0 TD   |
| WSU                        | Jamal Morrow               | 10 courses pour 71 yards        |
| Meilleurs Receveurs        |                            |                                 |
| MU                         | Rashawn Scott              | 5 réc. pour 75 yards, 0 TD      |
| WSU                        | Gabe Marks                 | 5 réc, 67 yards, 1 TD           |
| Meilleurs Tackleurs        |                            |                                 |
| MI                         | Juwon Young                | 7 tacles en sol et 3 assistes   |
| WSU                        | Darrien Molton             | 6 tacles en solo et 2 assistes  |